# Platner
Platner je priimek v Sloveniji in tujini. Po podatkih Statističnega urada Republike Slovenije je na dan 1. januarja 2010 v Slovenjiji uporabljalo ta priimek manj kot 5 oseb.  

## Znani  nosilci priimka
- Jože Platner (1904—1968), slovenski arhitekt
- Matija Platner, slovenski slikar (16./17. stol.)
- Warren Platner (1919—2006), ameriški arhitekt